# Ключевое (Херсонская область)
Ключево́е (укр. Ключове) — село, существовавшее в Херсонской области Украины до 1950 года.

## География
Было расположено на левом берегу реки Днепр, на несколько сотен метров ниже по течению от центра г. Каховка.

## История
Село было основано в 1891 году. По рассказам, село получило название Ключевое за кристально-чистые источники, бьющие из-под земли и вытекающие в Днепр.
В годы Гражданской войны располагалось на западном краю Каховского плацдарма.
В настоящее время на его месте находится город Новая Каховка, который был основан в 1950 году одновременно со строительством  Каховской ГЭС как поселок строителей гидроэлектростанции.

### Интересные данные
- В парке им. Фалдзинского города Новая Каховка растут три платана, возраст которых более 100 лет. Кто и по какому случаю посадил редкие для этих мест деревья — остаётся неизвестным.
- Также в городе имеется недавно установленная памятная доска, на которой написано, что село было основано поселенцами франко-швейцарской колонии Шабо, обосновавшихся в 20-х годах XIX века в окрестностях Аккермана[1]. Но достоверные источники этого факта отсутствуют[2].
- Винодельческое село Шабо существует в Одесской области. Аналогичное производство вин и коньяков существует в винзаводе «Таврия», расположенном в черте г. Новая Каховка и основанном в 1889 году.

## Фотогалерея

Памятная доска основателям села Ключевое
Платаны у Днепра — памятник природы
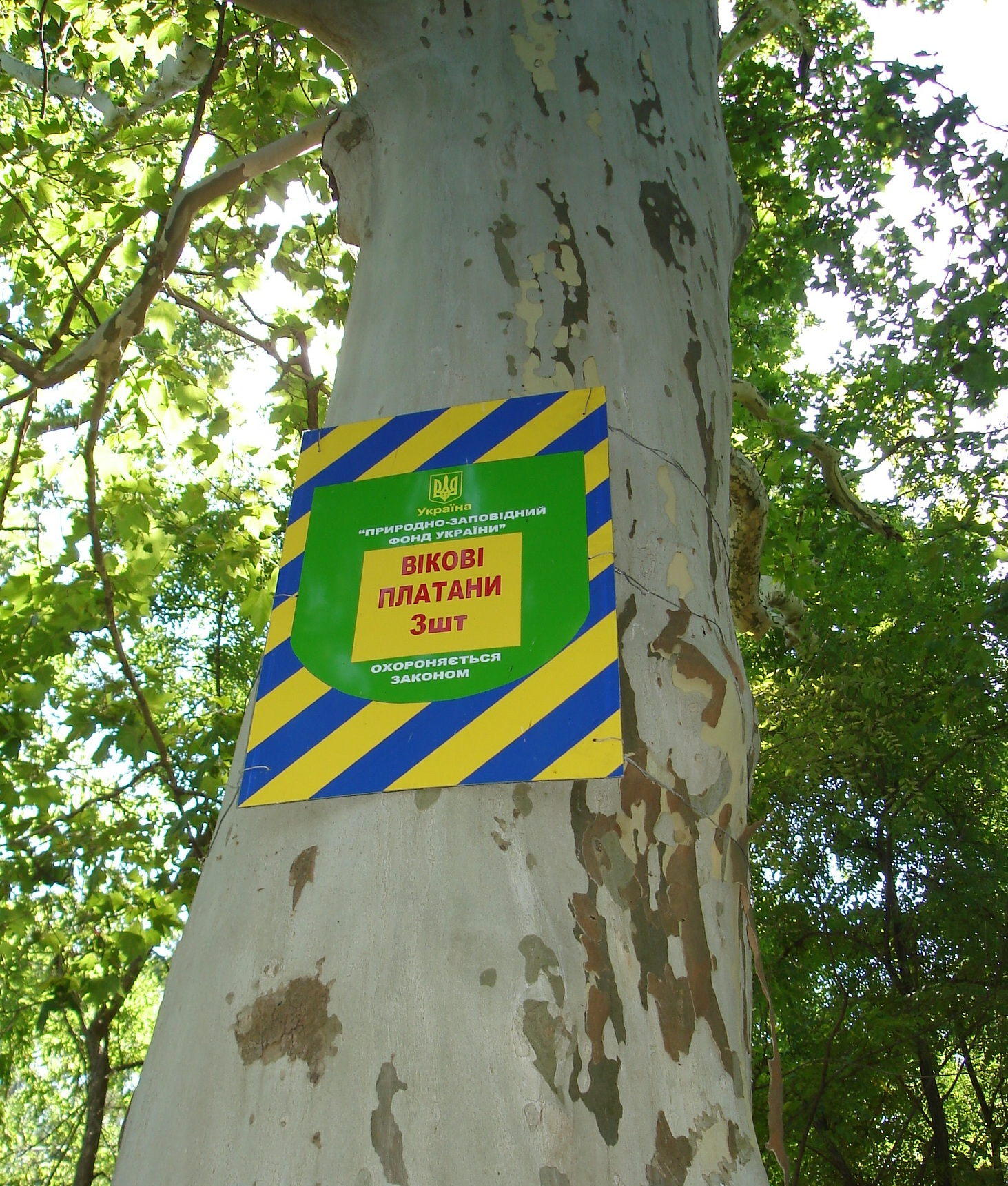
Платаны у Днепра — памятная табличка
Три платана в парке Фалдзинского